# ميشال المغربي
ميشال المغربي (1901 ـ1977) شاعر سوري من شعراء المهجر. ولد في الإسكندرية، عادت به أمه إلى مدينة حمص، فتابع دراسته في الكلية الوطنية، فأتقن العربية والأدب. هاجر إلى تشيلي عام 1923م، وبعد ستة أشهر انتقل إلى البرازيل، عمل في التجارة فربح وأثرى. نظم قصائده الوطنية العربية وبصورة خاصة القضية الفلسطينية. وهو أحد مؤسسي العصبة الأندلسية. له ديوان شعر «أمواج وصخور».